# Can Rabassa (Vilanova del Vallès)
Can Rabassa és una masia del municipi de Vilanova del Vallès (Vallès Oriental) inclosa en l'Inventari del Patrimoni Arquitectònic de Catalunya.

## Descripció
És una masia formada per tres cossos rectangulars de diferents dimensions i situats un damunt de l'altre. La porta d'accés és centralitzada amb un balcó a la part superior. A la part del darrere del mas s'hi troba una porxada sostinguda per vuit pilars. La particularitat que es presenta aquesta construcció és la capella que es troba a l'esquerra de la façana. L'entrada és sota un gran arc apuntat fet de dovelles de granit amb una creu esculpida. Sobre la teulada del cos superior del mas, hi ha una petita espadanya que allotja una campana. Al costat del mas existeix la masoveria formada per un conjunt de tres antigues masies sense massa interès arquitectònic.
Possiblement, abans de l'actual mas hi hagués una altra masia més primitiva com sembla que constava a l'arxiu parroquial de Santa Quiteria.